# Феллен
Феллен (нім. Fellen) — громада в Німеччині, знаходиться в землі Баварія. Підпорядковується адміністративному округу Нижня Франконія. Входить до складу району Майн-Шпессарт. Складова частина об'єднання громад Бургзінн.
Площа — 34,33 км2. Населення становить 846 ос. (станом на 31 грудня 2020).